# Gigi (série télévisée d'animation)
Pour les articles homonymes, voir Gigi.
Gigi, également connu sous le nom de Il était une fois Gigi ou Magical Princess Gigi 魔法のプリンセスミンキーモモ (Mahō no Princess Minky Momo), est une série d'animation japonaise en 63 épisodes produite par Ashi Productions et diffusée à partir de 18 mars 1982.
En France, la série a été diffusée à partir du 11 avril 1984 dans Vitamine sur TF1. Rediffusion en février 1986 dans Croque vacances. Puis à partir du 5 février 1988 dans Club Dorothée sur TF1. Puis à partir du 12 septembre 1989 dans Youpi! L'école est finie sur La Cinq. En 1998 dans Récré Kids sur TMC,  en 1999-2001 sur Mangas. Du 18 juillet 2006 au 11 mai 2007 dans Midi les Zouzous, et du 18 janvier 2013 au 8 mars 2013  dans Zouzous sur France 5, du 6 janvier au 14 mars et du 10 mai au 29 juin 2014 sur France 4.
Une seconde série en 62 épisodes, souvent appelée Umi Momo (« Momo de la mer »), a été diffusée à partir de 1991. Elle est inédite en France.
Ces deux séries sont respectivement la première et la troisième série de magical girls créées par le studio japonais Ashi Productions. Elles partagent la même structure en deux parties et le même titre. L'héroïne de chaque série est une princesse magicienne appelée Minky Momo (Gigi dans plusieurs versions occidentales, dont la version française). Bien que portant le même nom et ayant un graphisme similaire, la seconde série n'est cependant pas une suite directe de la première et les deux Momo sont deux personnes bien distinctes : la première porte une barrette avec une étoile (dans la deuxième série, elle porte toujours une étoile, mais plus dans les cheveux) alors que la deuxième porte une barrette avec un cœur.
Une troisième série n'existe à ce jour qu'en manga : Miracle Dream Minky Momo. Aucune information ne porte à croire qu'elle sera adaptée en animation, mais Takeshi Shudo, l'auteur du manga, a discuté de cette suite.

## Synopsis
Dans la première série, Gigi est la princesse du pays imaginaire de Fenarinarsa (フェナリナーサ), « le pays des rêves du ciel ». Fenarinarsa est la demeure de tous les personnages imaginaires et de contes de fées, mais il est menacé de disparition car les habitants de la Terre ont perdu leurs rêves et leurs espoirs. Le roi et la reine de Fenarinarsa envoient donc leur fille sur Terre pour aider les humains à retrouver leurs rêves. Gigi s'installe dans une famille « adoptive » sur Terre, accompagnée de trois compagnons ayant l'apparence d'un chien (Sindbook), d'un singe rond (Mocha) et d'un oiseau (Pipil). Gigi est une petite fille d'environ douze ans qui possède plusieurs pouvoirs magiques dont le plus important lui permet de se transformer en jeune fille d'une vingtaine d'années avec de nouvelles compétences.
L'aspect le plus marquant de cette première série est la mort de Gigi (épisode 46) qui succède à la perte de tous ses pouvoirs magiques (épisode 45). Elle se réincarnera grâce aux pouvoirs du roi de Fenarinarsa : bien que la série continue, la suite est en réalité un rêve du nouveau-né.
La seconde série a un scénario similaire, excepté que Momo vient du royaume sous-marin de Marinarsa (マリンナーサ), le « pays des rêves sous-marin ». Lors de certains épisodes, elle rencontre la Momo réincarnée de la première série.
Les deux séries sont très différentes par les thèmes abordés : si la première abordait des sujets parfois très adultes, notamment sur le paradoxe de la double existence enfant/adulte de Momo, la seconde abandonne ces thèmes et reste une série classique pour enfants.

## Fiche technique
- Titre original : 魔法のプリンセスミンキーモモ (« Minky Momo la princesse magicienne ») ; Sora Momo (« Momo du ciel »)
- Titre français : Gigi ; Il était une fois Gigi ; Magical Princess Gigi
- Création : Takeshi Shudo
- Réalisation : Kunihiko Yûyama (et autres)
- Scénario : Hiroshi Toda, Takeshi Shudo, Tomomi Tsutsui, Yumi Watanabe et Shôzô Yamazaki
- Direction artistique : Torao Arai
- Conception des personnages : Toyoo Ashida et Noa Misaki
- Animation : Nobuyoshi Habara (supervision)
- Musique : Hiroshi Takada
- Production : Hiroshi Kato
- Société de production :  Ashi Productions
- Pays d'origine :  Japon
- Langue originale : japonais
- Années de production : 1982 à 1994
- Nombre d'épisodes : 125 (2 séries) + 4 OAV
- Format : couleur - 1.33 : 1 - stéréo
- Durée : 25 minutes
- Dates de première diffusion :
  -  Japon : 18 mars 1982 (TV Tokyo)
  -  France : 11 avril 1984 (TF1)

## Distribution

### Voix originales
Première série
- Mami Koyama : Gigi
- Rokurô Naya : Robert
- Mika Doi : Daisy
- Emiko Tsukada : reine de Fenarinarsa
- Hiroshi Masuoka : roi de Fenarinarsa
- Yû Tanonaka : Sinbouk
- Yûko Mita : Pilpil
- Shigeru Chiba : Chacha

### Voix françaises
- Céline Monsarrat : Gigi
- Pierre Trabaud : Robert / Chacha
- Monique Thierry : Daisy / la reine de Fenarinarsa
- Jacques Ferrière : le roi de Fenarinarsa / Sinbouk
- Serge Lhorca : Pilpil
- Luq Hamet : Kajira

## Épisodes

### Première série (1982)
| No | Titre français                   | Titre japonais                 | Titre japonais                     | Date de 1re diffusion                               |
| No | Titre français                   | Kanji                          | Rōmaji                             | Date de 1re diffusion                               |
| -- | -------------------------------- | ------------------------------ | ---------------------------------- | --------------------------------------------------- |
| 1  | La princesse magicienne          | ラブラブミンキーモモ           | Love Love Minky Momo               | 18 mars 1982 (Japon) 11 avril 1984 (France)         |
| 2  | Lunettes de charme               | メガネでチャームアップ         | Megane de Charm-up                 | 25 mars 1982 (Japon) 18 avril 1984 (France)         |
| 3  | Motards en folie                 | 走れ！スーパーライダー         | Hashire Super Raider               | 1er avril 1982 (Japon) 25 avril 1984 (France)       |
| 4  | L'incendie                       | 青い鳥を見た少年               | Aoitori o mita shōnen              | 8 avril 1982 (Japon) 2 mai 1984 (France)            |
| 5  | Un affreux jojo                  | ワルガキ王子大混戦             | Warugaki ōji dai konsen            | 15 avril 1982 (Japon) 9 mai 1984 (France)           |
| 6  | Gigi renvoie la balle            | テニスコートに赤いバラ         | Tenisukōto ni akai bara            | 22 avril 1982 (Japon) 16 mai 1984 (France)          |
| 7  | L'opération                      | ナイチンゲールはお好き？       | Naichingēru wa osuki               | 29 avril 1982 (Japon) 23 mai 1984 (France)          |
| 8  | Lettre d'amour                   | 婦人警官ってつらいのネ         | Fujin keikantte tsurai no ne       | 6 mai 1982 (Japon) 30 mai 1984 (France)             |
| 9  | Le festival                      | 森の音楽祭                     | Mori no ongakusai                  | 13 mai 1982 (Japon) 13 juin 1984 (France)           |
| 10 | Une excursion mouvementée        | ハイウェー大追跡               | Highway dai tsuiseki               | 20 mai 1982 (Japon) 20 juin 1984 (France)           |
| 11 | Un amour de chat                 | 恋の美容師よ小猫ちゃん         | Koi no biyōshi yo koneko-chan      | 27 mai 1982 (Japon) 27 juin 1984 (France)           |
| 12 | Arsène Lapin contre Chat Noir    | 怪盗ルピン大反撃               | Kaitō Rupin dai hangeki            | 3 juin 1982 (Japon) 19 décembre 1984 (France)       |
| 13 | Un grand joueur                  | 魔術師と11人の少年             | Majutsushi to jūichi-nin no shōnen | 10 juin 1982 (Japon) 12 septembre 1984 (France)     |
| 14 | Une course mouvementée           | ゴールはただき激走レーサー     | Gōru wa itadaki gekisō Racer       | 17 juin 1982 (Japon) 19 septembre 1984 (France)     |
| 15 | Le petit train dans la montagne  | 暴走列車が止まらない           | Bōsō ressha ga tomaranai           | 24 juin 1982 (Japon) 3 octobre 1984 (France)        |
| 16 | Les voyages forment la jeunesse  | 荒野のミンキーモモ             | Kôya no Minky Momo                 | 1er juillet 1982 (Japon) 26 septembre 1984 (France) |
| 17 | Le mystérieux enlèvement         | おばけ屋敷でラブアタック       | Obake yashiki de Love Attack       | 8 juillet 1982 (Japon) 10 octobre 1984 (France)     |
| 18 | Le trésor                        | 南の島の秘宝                   | Minami no shima no hihō            | 15 juillet 1982 (Japon) 24 octobre 1984 (France)    |
| 19 | L'ordinateur magique             | 機械じかけのフェナリナーサ     | Kikai jikake no Fenarinarsa        | 22 juillet 1982 (Japon) 17 octobre 1984 (France)    |
| 20 | La jungle                        | 密林の王者                     | Mitsurin no ōja                    | 29 juillet 1982 (Japon) 31 octobre 1984 (France)    |
| 21 | Gigi agent secret                | 00モモ危機一杯                 | Zero Zero Momo kiki ippai          | 5 août 1982 (Japon) 7 novembre 1984 (France)        |
| 22 | Il n'y a plus de saison          | 00モモ勝利の暗号               | Zero Zero Momo shōri no angō       | 12 août 1982 (Japon) 14 novembre 1984 (France)      |
| 23 | Une mauvaise chute               | ころがりこんだ王様             | Korogarikonda Ōsama                | 19 août 1982 (Japon) 28 novembre 1984 (France)      |
| 24 | La licorne                       | さすらいのユニコーン           | Sasurai no Unicorn                 | 26 août 1982 (Japon) 21 novembre 1984 (France)      |
| 25 | Un jeu de fillettes              | がんばれミラクルズ             | Ganbare Miracles                   | 2 septembre 1982 (Japon) 5 décembre 1984 (France)   |
| 26 | La fiancée du démon              | 妖魔の森の花嫁                 | Yōma no mori no hanayome           | 9 septembre 1982 (Japon) 12 décembre 1984 (France)  |
| 27 | Le Triangle du Diable            | 魔のトライアングル             | Ma no Triangle                     | 16 septembre 1982 (Japon) 9 janvier 1985 (France)   |
| 28 | Une naissance bien mouvementée   | 激走タマゴレース               | Gekisō tamago Race                 | 23 septembre 1982 (Japon) 16 janvier 1985 (France)  |
| 29 | La soucoupe volante              | UFOがやって来た                | UFO ga yattekita                   | 30 septembre 1982 (Japon) 23 janvier 1985 (France)  |
| 30 | L'amateur de contes de fées      | ふるさと行きの宇宙船           | Furusato yuki no uchūsen           | 7 octobre 1982 (Japon) 27 février 1985 (France)     |
| 31 | La Légende des statues de pierre | よみがえった伝説               | Yomigaetta densetsu                | 14 octobre 1982 (Japon) 6 février 1985 (France)     |
| 32 | Le monstre du Loch Ness          | 大きすぎた訪問者               | Ōkisugita hōmonsha                 | 21 octobre 1982 (Japon) 13 février 1985 (France)    |
| 33 | L'amour triomphe toujours        | アンドロイドの恋               | Android no koi                     | 28 octobre 1982 (Japon) 20 février 1985 (France)    |
| 34 | Papa a été kidnappé              | 地底の国のプリンセス           | Chitei no kuni no Princess         | 4 novembre 1982 (Japon) 6 mars 1985 (France)        |
| 35 | Gigi et le prince                | 夢見るダイヤモンド             | Yumemiru Diamond                   | 11 novembre 1982 (Japon) 3 avril 1985 (France)      |
| 36 | L'héritière                      | 大いなる遺産                   | Ōinaru isan                        | 18 novembre 1982 (Japon) 13 mars 1985 (France)      |
| 37 | Le secret de papa                | 愛の空中ブランコ               | Ai no kūchū buranko                | 25 novembre 1982 (Japon) 27 mars 1985 (France)      |
| 38 | La neige mystérieuse             | 雪のめぐり逢い                 | Yuki no meguri ai                  | 2 décembre 1982 (Japon) 20 mars 1985 (France)       |
| 39 | Kidnapping de papa               | 突撃ミンキーママ               | Totsugeki Minky Mama               | 9 décembre 1982 (Japon) 10 avril 1985 (France)      |
| 40 | Maman au pays des rêves          | 夢の戦士                       | Yume no senshi                     | 16 décembre 1982 (Japon) 17 avril 1985 (France)     |
| 41 | Gigi et le Père Noël             | お願いサンタクロース           | Onegai Santa Claus                 | 23 décembre 1982 (Japon) 24 avril 1985 (France)     |
| 42 | Une horrible méprise             | 間違いだらけの大作戦           | Machigai darake no dai sakusen     | 30 décembre 1982 (Japon) 15 mai 1985 (France)       |
| 43 | Le grand chagrin de Gigi         | いつか王子さまが               | Itsuka ōjisama ga                  | 6 janvier 1983 (Japon) 8 mai 1985 (France)          |
| 44 | L'ange annonciateur              | 天使が降りてきた               | Tenshi ga orite kita               | 13 janvier 1983 (Japon) 22 mai 1985 (France)        |
| 45 | Adieu baguette magique           | 魔法の消えた日                 | Mahō no kieta hi                   | 20 janvier 1983 (Japon) 12 juin 1985 (France)       |
| 46 | Gigi retourne sur Terre          | 夢のフェナリナーサ             | Yume no Fenarinarsa                | 27 janvier 1983 (Japon) 19 juin 1985 (France)       |
| 47 | La princesse magicienne (1)      | MINKY MOMO GRAFETY part-1      | Minky Momo Graffiti, Part 1        | 3 février 1983 (Japon) 30 décembre 1985 (France)    |
| 48 | La princesse magicienne (2)      | MINKY MOMO GRAFETY part-2      | Minky Momo Graffiti, Part 2        | 10 février 1983 (Japon) 31 décembre 1985 (France)   |
| 49 | Gigi dans l'île du diable        | 桃とモモの謎                   | Momo to Momo no nazo               | 17 février 1983 (Japon) 20 février 1986 (France)    |
| 50 | Notre chère Blanche-Neige        | リンゴに御用心                 | Ringo ni goyôjin                   | 24 février 1983 (Japon) 24 février 1986 (France)    |
| 51 | La dernière cascade              | ラストアクション               | Last Action                        | 3 mars 1983 (Japon) 26 juin 1985 (France)           |
| 52 | Le bébé pingouin                 | モチャーとペンギン             | Mochā to Penguin                   | 10 mars 1983 (Japon) 2 janvier 1986 (France)        |
| 53 | Le train enchanté                | お花畑を走る汽車               | Ohanabatake wo hashiru kisha       | 17 mars 1983 (Japon) 23 décembre 1986 (France)      |
| 54 | La Fièvre des tropiques          | 飛べアルバトロス号             | Tobe Albatross gō                  | 24 mars 1983 (Japon) 24 décembre 1986 (France)      |
| 55 | Un cœur débordant d'amour        | 愛（ラブ）・アップルでもう一度 | Love Apple de mō ichido            | 31 mars 1983 (Japon) 25 décembre 1986 (France)      |
| 56 | Le droit à la différence         | 木もれ陽の少女                 | Kimore yō no shōjo                 | 7 avril 1983 (Japon) 26 décembre 1986 (France)      |
| 57 | Pilote improvisé                 | 人力飛行機ラプソディー         | Jinriki hikōki Rhapsody            | 14 avril 1983 (Japon) 27 décembre 1986 (France)     |
| 58 | Le concert                       | ペテン師のノクターン           | Petenshi no Nocturne               | 21 avril 1983 (Japon) 29 décembre 1986 (France)     |
| 59 | Il faut croire aux fées          | ある街角の伝説                 | Aru machikado no densetsu          | 28 avril 1983 (Japon) 30 décembre 1986 (France)     |
| 60 | La boîte à musique               | 時は愛のゆりかご               | Toki wa ai no yurikago             | 5 mai 1983 (Japon) 31 décembre 1986 (France)        |
| 61 | L'Incendie du jardin             | 愛（ラブ）・アップルよ永遠に   | Love Apple yo eien ni              | 12 mai 1983 (Japon) 1er janvier 1987 (France)       |
| 62 | Gigi chassée sur Terre           | しのびよる影                   | Shinobiyoru kage                   | 19 mai 1983 (Japon) 2 janvier 1987 (France)         |
| 63 | La fée du nuage noir             | さよならは言わないで           | Sayonara wa iwanai de              | 26 mai 1983 (Japon) 3 janvier 1987 (France)         |

## Bande originale
Les musiques de la bande originale de la première série (1982) ont partiellement été commercialisées sur disque vinyle maxi 45t en 1986. Cet album, BGM Maniac Library 3, comporte 4 plages (Suteki Yumeiro Town, Dear My Friend, Hurry Up ! Momo, Fenarinarsa) regroupant chacune une suite de BGM. Certains titres manquent cependant à l'appel, comme celui que l'on entend lorsque la couronne du Pays Imaginaire se met à briller, ou bien le thème qui revient souvent aux moments tragiques de la série. Les génériques, des chansons, ainsi que des reprises de certains épisodes (DRAMA) et OVA ultérieures ont également été édités en 45t, 33t, voire en réédition CD.

### Singles
- Mahou no Princess Minky Momo: Yume no Naka no Rondo (1985) - Mariko Shiga, EP, Victor Entertainment, KV-3068
- Mahou no Princess Minky Momo: Yumemiru Heart (1991), Star Child, Kida  31
- Mahou no Princess Minky Momo: Yume wo Dakishimete (1992), Star Child, Kida 42
- Mahou no Princess Minky Momo: LOVE CALL (1993), Star Child, 8SSX 69

### Albums
- Magical Princess Minky Momo: Yume no Naka no Rondo Ongakuhen (1985),  Victor Entertainment, JBX-25066 (LP) ; rééd CD Victor Entertainment VDR-1073
- Magical Princess Minky Momo: Fenarinarsa Song Festival (1985), Victor Entertainment VDR-1085 (CD)
- Magical Princess Minky Momo: BGM Maniac Library 3 (1986), Victor Entertainment JBX-7003 (EP)
- Mahou no Princess Minky Momo: DaBaDaBa DaBaDa (1992), King Records KICA-79 (CD)
- Mahou no Princess Minky Momo: Yuki ga Yandara (1992),  King Records KICA-109 (CD)
- Mahou no Princess Minky Momo: Utau Fairy Tale! (1992),  King Records KICA-120 (CD)
- Mahou no Princess Minky Momo: LOVE STAGE (1993),  King Records KICA-131 (CD)
- Mahou no Princess Minky Momo: Yume ni Kakeru Hashi (1993),  King Records KICA-146 (CD)
- Mahou no Princess Minky Momo: Someday My Prince Will Come (1994),  Victor Entertainment VICL-23060 (CD)
- Mahou no Princess Minky Momo: Tabidachi no Eki (1994),  King Records KICA-196 (CD)
- Mahou no Princess Minky Momo: Someday My Prince Will Come TV/OVA (1994),  Victor Entertainment VICL-23060 (CD)
- Dendō Twin Series: Magical Princess Minky Momo (1999),  Victor Entertainment VICL-60419/20 (CD)

## Autres adaptations

### OAV
En plus des deux séries télévisées, quatre OVA -  inédits en France - ont été produits :
- Magical Princess Minky Momo: Yume no naka no Ronde (1985)
- Magical Princess Minky Momo: Hitomi no seiza (1987)
- Minky Momo: Yume ni kakeru hashi (1993)
- Minky Momo: Tabidachi no eki (1994)

Les deux derniers ne portent plus le titre Magical Princess Minky Momo, l'héroïne ayant perdu ses pouvoirs magiques dans ces épisodes spéciaux.
Une animation publicitaire de 3 minutes intitulée Mahō no Tenshi Creamy Mami VS Mahō no Princess Minky Momo gekijō no daikessen a été aussi réalisée en coopération avec le studio Pierrot pour la sortie du premier OVA de Minky Momo et l'OVA Long Good-Bye de la série Creamy, merveilleuse Creamy, qui met en scène un combat entre les héroïnes des deux séries (Momo et Mami).

### Publications

#### SérieMomo du ciel
- Mahō no princess Minky Momo 1 Stewardess ni henshin! (「魔法のプリンセスミンキーモモ 1 スチュワーデスにへんしん!?), éditions Hikari no kuni, 1982
- Mahō no princess Minky Momo 1 Hitori bocchi no Unicorn (「魔法のプリンセスミンキーモモ 1 ひとりぼっちのユニコーン?), éditions Shogakukan, 1982
- Mahō no princess Minky Momo 2 Chitei no kuni no jungle (「魔法のプリンセスミンキーモモ 2 ちていのくにのジャングル?), éditions Shogakukan, 1982
- Mahō no princess Minky Momo 3 Yuki no sei no Sara (「魔法のプリンセスミンキーモモ 3 雪のせいのサラ?), éditions Shogakukan, 1982
- Peach Book itsuka kitto (Peach Book2 いつかきっと?), Animage bunko (collection AM Juju), éditions Tokuma Shoten, 1983
- Roman Album Mahō no princess Minky Momo (ロマンアルバム 魔法のプリンセスミンキーモモ?), éditions Tokuma Shoten, 1983
- Mahō no princess Minky Momo (魔法のプリンセスミンキーモモ?), Fanroad extra, éditions Rapport, 1983

- Mahō no princess Minky Momo no 2 (魔法のプリンセスミンキーモモ No.2?), Fanroad extra, éditions Rapport, 1983
- Sorekara no Momo (それからのモモ?), Animage bunko (collection AM Juju), éditions Tokuma Shoten, 1984

- Mahō no princess Minky Momo Yume no naka no Ronde (魔法のプリンセスミンキーモモ 夢の中の輪舞?), Animage bunko (collection AM Juju), éditions Tokuma Shoten, 1985

- The Anime Film Comics Mahō no princess Minky Momo Yume no naka no Ronde (The Anime Film Comics 魔法のプリンセスミンキーモモ 夢の中の輪舞?), éditions Tokuma Shoten, 1985

- Mahō no princess Minky Momo Yume no naka no Ronde (魔法のプリンセスミンキーモモ 夢の中の輪舞?), éditions Tokuma Shoten, 1985

Il existe également deux fanzines édités par le Ashi Productions Fan Club avec l'aval de Ashi Productions. Ils n'ont été tirés qu'en très petite quantité et vendus uniquement par correspondance.
- Minky Momo genga shuu (Minky Momo 原画集?), 1983

- Fairy Princess Minky Momo - Yume no Fenarinarsa, 1984

#### SérieMomo de la mer
- Mahō no princess Minky Momo This Is Animation Special (魔法のプリンセスミンキーモモ This Is Animation Special?), éditions Shogakukan, 1992
- Roman Album Mahō no princess Minky Momo (ロマンアルバム 魔法のプリンセスミンキーモモ?), éditions Tokuma Shoten, 1994

### Jeux vidéo
- Minky Momo no panic ball (ミンキーモモのパニックボール?) pour NEC PC-8801 (1984)
- Mahō no Princess Minky Momo: Remember dream (魔法のプリンセス ミンキーモモ リメンバードリーム?) pour NES (1992)
- Mahō no Princess Minky Momo: Fantasic World (魔法のプリンセス ミンキーモモ FANTASIC・WORLD?) pour NEC PC-9801 (1995)
- deux CD multimédias sont également sortis en 1995, intitulés Minky Momo Maniacs pour Windows 3.x et Système 7 (Mac). Ils regroupent illustrations, vidéos, résumés des épisodes ainsi que quelques bonus dont le plus important est le manga de l'histoire qui explique le lien entre la première et la deuxième série.

## Commentaires
- Il existe un pachinko Minky Momo datant de 2004.
- Le personnage de Minky Momo a fait de nombreuses apparitions dans d'autres séries d'animation des années 1980. La plus diffusée en français est certainement celle dans la série Les Chevaliers du Zodiaque (épisode 5, dans la foule).